# Mecodema dux
Mecodema dux es una especie de escarabajo del género Mecodema, familia Carabidae. Fue descrita científicamente por Britton en 1949.
Esta especie se encuentra en Nueva Zelanda.
Su longitud es 19–24 mm, ancho pronotal de 5–6 mm y elitral de 6–7,1 mm. El color de todo el cuerpo varía de marrón rojizo oscuro a negro mate, la coxa y patas son de marrón rojizo.